# Liste des monarques de Yola
Le titre d'émir de Yola est donné aux dirigeants du royaume fondé par Modibbo Adama après la colonisation européenne en 1901. Ils vivent dans le palais de Lamido dans la ville de Yola. ils sont aussi appelés Laamiido fombina. L'État est historiquement connu sous le nom d'Émirat de l'Adamawa.

## Baban-Lamido de Yola
La succession des Lamibé s'établit comme suit :
- Modibbo Adama ben Hassan 1809-1848
- Lauwal ben Adama 1848-1872 (fils du précédent)
- Sanda ben Adama 1872-1890 (frère du précédent)
- Zubayru ben Adama 1890-1901 (frère du précédent)
- Bobbo Ahmadu ben Adama 1901-1909 (frère du précédent)
- Iya ben Sanda 1909-1910 (fils de Sanda ben Adama)
- Muhammadu Abba 1910-1924 (fils de Bobbo Ahmadu ben Adama)
- Muhammadu Bello ben Ahmadu Bobbo 1924-1928 (fils de Bobbo Ahmadu ben Adama)
- Mustafa ben Muhammadu Abba 1928-1946 (fils de Muhammadu Abba)
- Ahmadu ben Muhammadu Bello 1947-1952
- Aliyu mustafa fils de mustafa ben abba
- Muhammadou Barkindo 2010- fils de aliyu mustafa